# Vanessa Ferlito
Vanessa Ferlito (New York, 28 december 1980) is een Amerikaans actrice van Italiaanse afkomst.

## Filmografie
- 2009: Julie & Julia
- 2009: Madea Goes to Jail
- 2008: Nothing Like the Holidays
- 2007: Descent
- 2007: Death Proof
- 2006: Drift (televisiefilm)
- 2005: Man of the House
- 2005: Shadowboxer
- 2004: The Tollbooth
- 2004: Spider-Man 2
- 2003: Undefeated (televisiefilm)
- 2002: 25th Hour
- 2002: On_Line

### Televisie
*Exclusief eenmalige gastrollen
- 2016-2021: NCIS: New Orleans
- 2004-2006: CSI: NY (26 afleveringen)
- 2003-04: 24 (elf afleveringen)
- 2001-04: The Sopranos (twee afleveringen)

- Bibsys: 7072544
- Biblioteca Nacional de España: XX5321299
- Bibliothèque nationale de France: cb15619933q (data)
- Gemeinsame Normdatei: 136647006
- International Standard Name Identifier: 0000 0001 2119 7234
- Library of Congress Control Number: no2007117347
- Système universitaire de documentation: 127177574
- Virtual International Authority File: 7711774
- WorldCat: E39PBJpjdjQtWkB8W6Kyft9dQq